# Irupi
Irupi is een gemeente in de Braziliaanse deelstaat Espírito Santo. De gemeente telt 10.735 inwoners (schatting 2009).
De gemeente grenst aan Iúna en Ibatiba.